# 聯邦鐵路客貨車公司

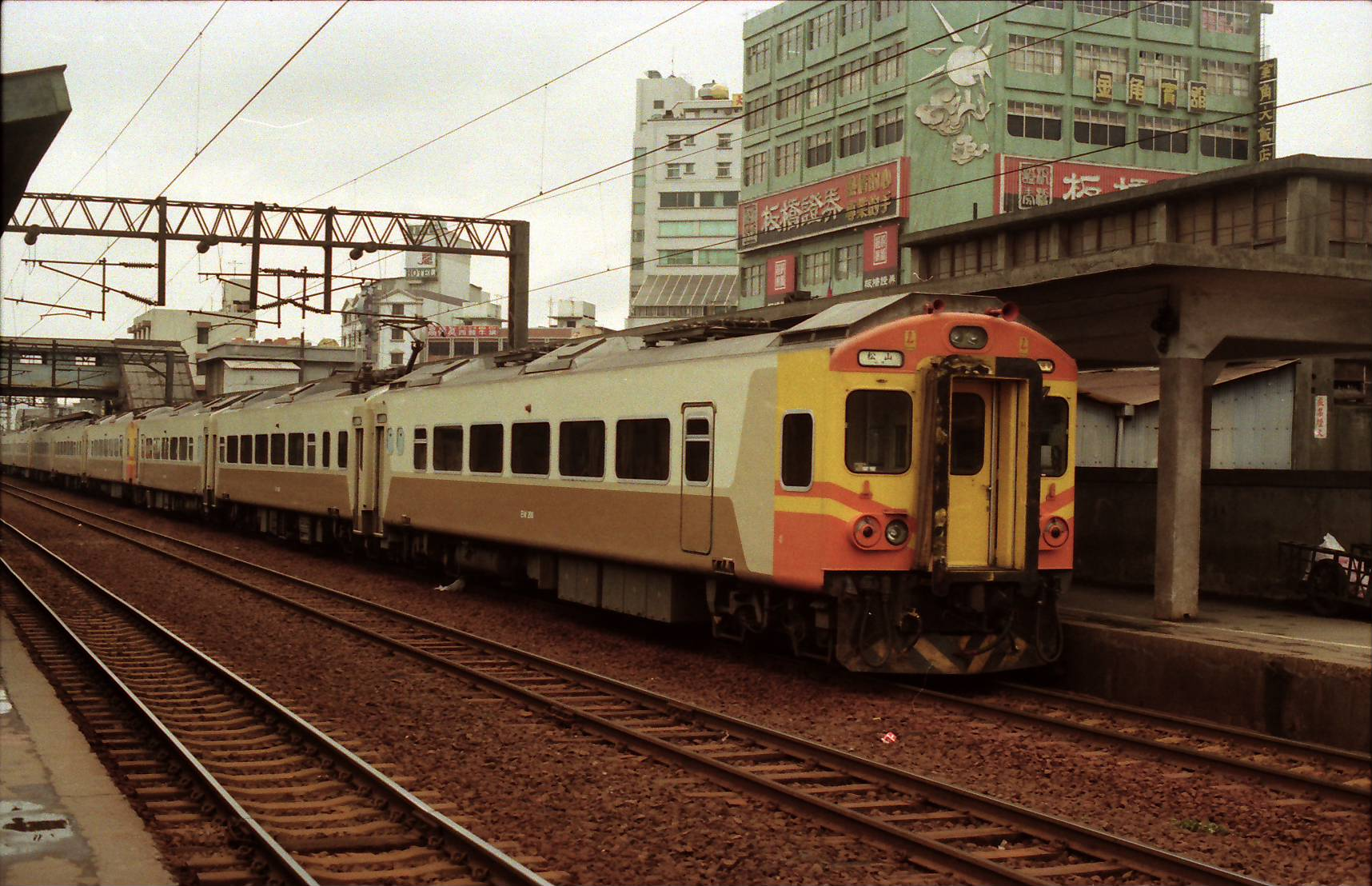
UCW製造的台鐵EMU200型電聯車。

聯邦鐵路客貨車公司（縮寫為UCW），是南非的鐵路車輛製造商。

## 歷史
1957年，澳洲COMENG成立聯邦鐵路客貨車公司，股權分佈為澳洲COMENG持51%、美國BUDD公司持25%、英國利蘭汽車持12%。1964年時，該公司出售第一台電力機車給南非鐵路公司。該電力機車為南非鐵路5E1型2系電力機車，是第一種在南非境內大量製造的電力機車。
1974年，聯邦鐵路客貨車公司獲得來自安哥拉和赞比亚的訂單，產品開始進入國際市場。1987年，COMENG母公司ANI出售其41%股份予Malbak Limited，到1996年餘下股份由Murray & Roberts所收購。2013年2月，被Commuter Transport Engineering（CTE）併購，更名為Commuter Transport & Locomotive Engineering（CTLE）。之後於2016年4月，Alstom收購CTE及IDC（Industrial Development Corporation）所持有的51%股份，並再度將公司名稱更名為Alstom Ubunye，Ubunye在祖魯語中意為「聯合」。

## 產品
南非鐵路的豪登列車是由聯邦鐵路客貨車公司和龐巴迪運輸合作開發，並且在聯邦鐵路客貨車公司位於奈傑爾的工廠組裝。
臺灣鐵路管理局的EMU200型電聯車、EMU400型電聯車、E1000型電力機車、E100型電力機車也由聯邦鐵路客貨車公司製造。

## 外部連結
- Last archived version of official website (May 2014)
- Commuter Transport Engineering official website （页面存档备份，存于）

26°23′54″S 28°29′08″E / 26.398421°S 28.485672°E